# Córdoba (Nariño)
Córdoba è un comune della Colombia del dipartimento di Nariño.
Il centro abitato venne fondato nel 1537 con il nome "Argelia".